# Encalypta armata
Encalypta armata är en bladmossart som beskrevs av Brotherus och Per Karl Hjalmar Dusén 1906. Encalypta armata ingår i släktet klockmossor, och familjen Encalyptaceae. Inga underarter finns listade i Catalogue of Life.